# Lingbao-Pagode

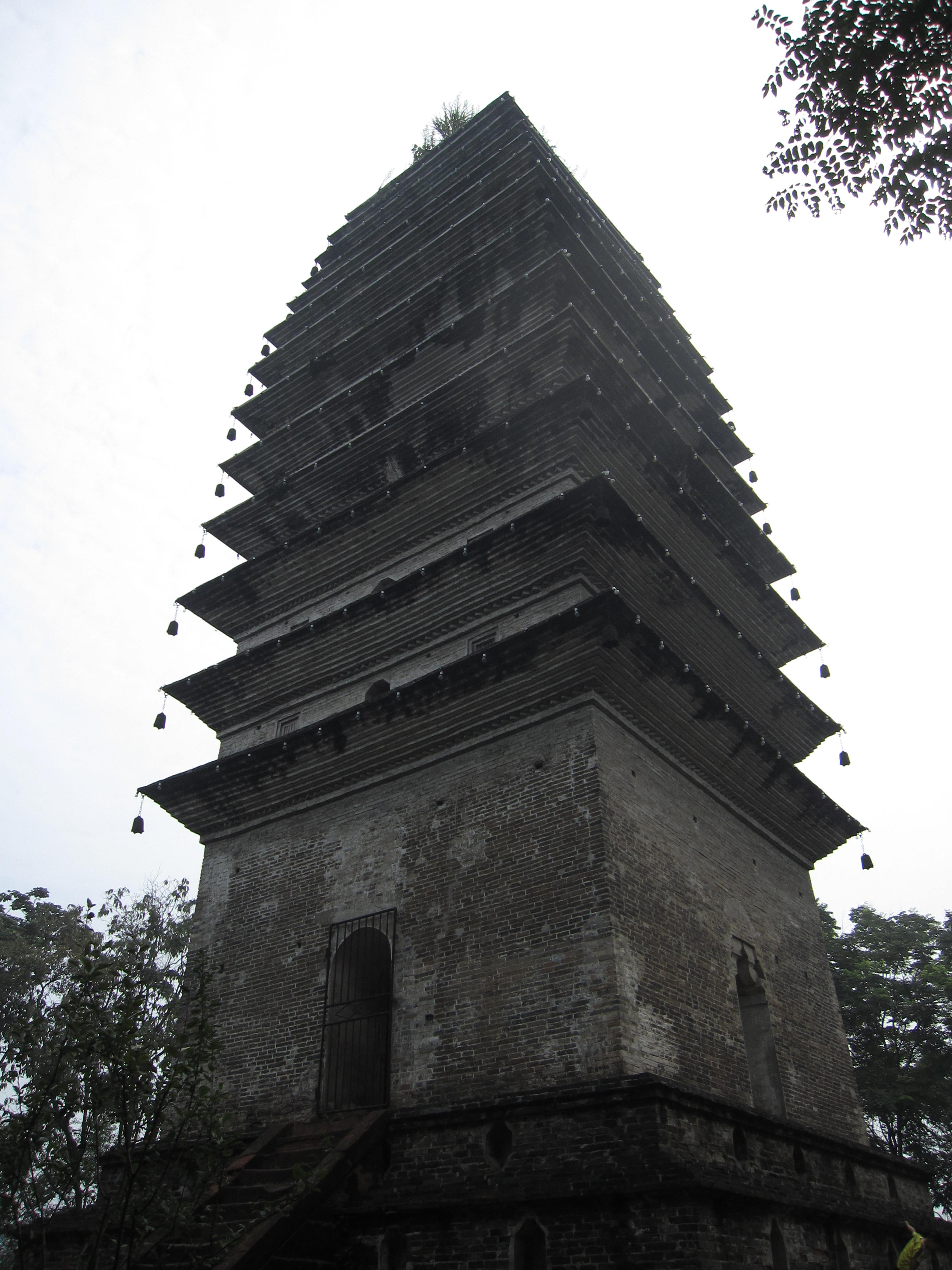
Lingbao-Pagode in Leshan (Sichuan)

Die Lingbao-Pagode (靈寶塔 / 灵宝塔,  Língbǎo Tǎ) in Leshan in der Provinz Sichuan am östlichen Ufer des Flusses Min Jiang ist eine Miyan-Stil-Ziegelpagode mit dreizehn Dachvorsprüngen aus der Zeit der Tang-Dynastie. Tatsächlich hat sie nur fünf Stockwerke im Inneren. Ihre Form ähnelt der Kleinen Wildganspagode in Xi’an (Shaanxi). Sie ist nach dem Lingbao-Gipfel benannt, auf dem sie sich befindet. Es ist eine Pagode mit quadratischen Grundriss. Sie ist ca. vierzig Meter hoch. Die Pagode ist begehbar und liefert oben einen Blick auf Jiazhou. Die Pagode steht seit 2006 zusammen mit dem Großen Buddha von Leshan (Lèshān Dàfó 樂山大佛 / 乐山大佛) auf der Liste der Denkmäler der Volksrepublik China. Sie steht auch auf der Liste der Denkmäler der Provinz Sichuan.